# Borce
Borce est une commune française du pays de Béarn, située dans le département des Pyrénées-Atlantiques en région Nouvelle-Aquitaine. La commune fait partie de la vallée d'Aspe. Le gentilé est Borçois.

## Géographie

### Localisation
La commune de Borce se trouve dans le département des Pyrénées-Atlantiques, en région Nouvelle-Aquitaine et est frontalière avec l'Espagne (Communauté forale de Navarre).
Elle se situe à 69 km par la route de Pau, préfecture du département, et à 37 km d'Oloron-Sainte-Marie, sous-préfecture.
Les communes les plus proches sont : 
Etsaut (0,4 km), Cette-Eygun (3,3 km), Urdos (4,3 km), Lescun (5,7 km), Accous (7,5 km), Lées-Athas (8,3 km), Osse-en-Aspe (10,2 km), Bedous (10,3 km).
Sur le plan historique et culturel, Borce fait partie de la province du Béarn, qui fut également un État et qui présente une unité historique et culturelle à laquelle s’oppose une diversité frappante de paysages au relief tourmenté.
La commune est frontalière avec l'Espagne (Aragon) au sud.

### Communes limitrophes
Les communes limitrophes sont  Accous, Ansó, Cette-Eygun, Etsaut et Urdos.
|        | Cette-Eygun     | Etsaut |
| Accous | Borce           | Urdos  |
|        | Ansó ( Espagne) |        |

### Hydrographie

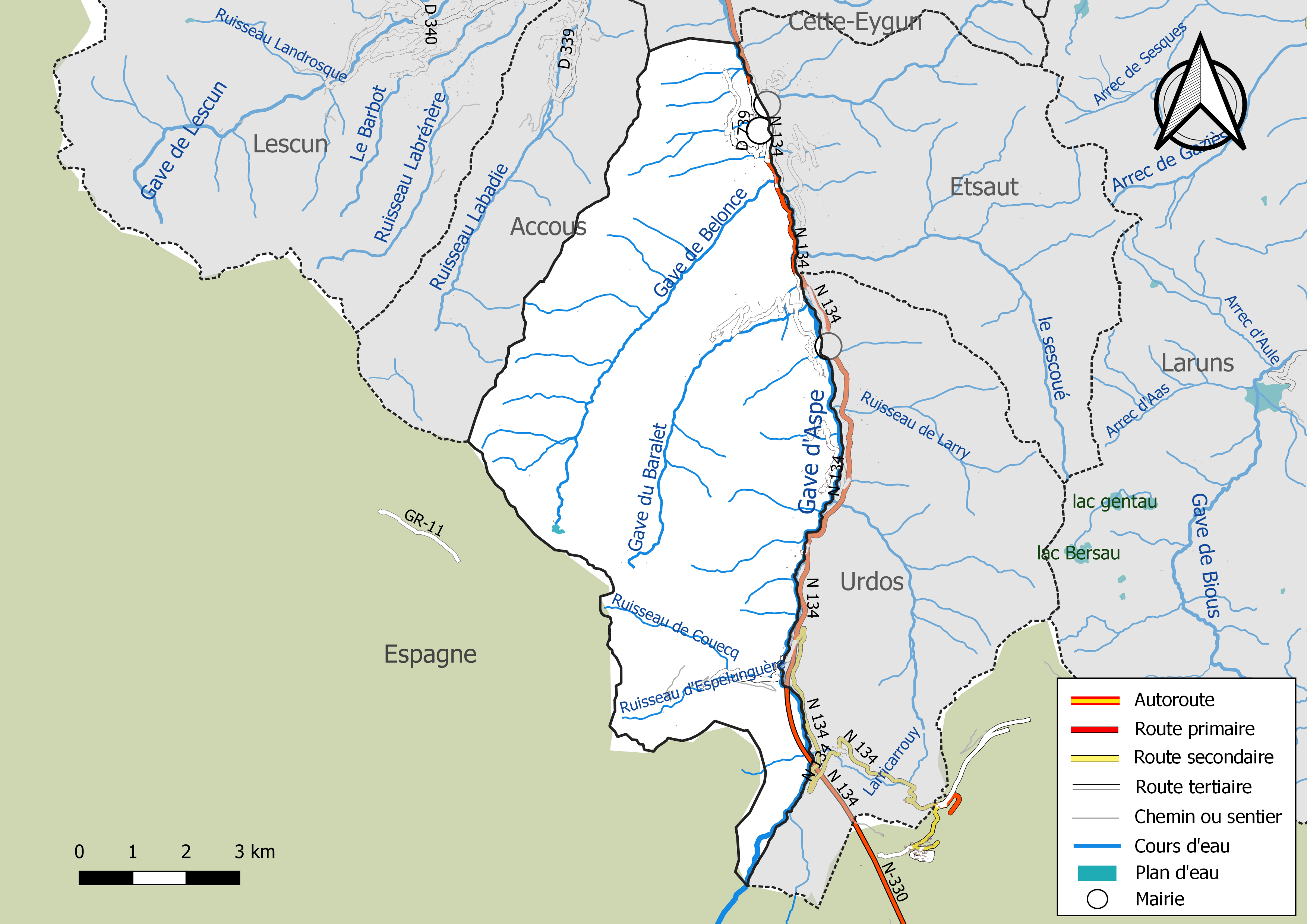
Réseaux hydrographique et routier de Borce.

La commune est drainée par le gave d'Aspe, gave de Belonce, gave duBaralet, le sescoué, le ruisseau de Sadum, Larricarrouy, le ruisseau de Bait des Bous, le ruisseau de Bardiancou, le ruisseau de Boussoum, le ruisseau de Couecq, le ruisseau de Lacarroche, le ruisseau de Lapachouaou, le ruisseau de Larry, le ruisseau de Lucharry, et par divers petits cours d'eau, constituant un réseau hydrographique de 73 km de longueur totale,.
Le gave d'Aspe, d'une longueur totale de 58,1 km, prend sa source dans le cirque d'Aspe, au pied du Mont Aspe (2 643 m), en Espagne, et s'écoule du sud vers le nord. Il traverse la commune et se jette dans le gave d'Oloron à Oloron-Sainte-Marie, après avoir traversé 17 communes.

### Climat
Pour des articles plus généraux, voir Climat de la Nouvelle-Aquitaine et Climat des Pyrénées-Atlantiques.
Historiquement, la commune est exposée à un climat de montagne.  
En 2020, Météo-France publie une typologie des climats de la France métropolitaine dans laquelle la commune est toujours exposée à un climat de montagne et est dans la région climatique Pyrénées atlantiques, caractérisée par une pluviométrie élevée (>1 200 mm/an) en toutes saisons, des hivers très doux (7,5 °C en plaine) et des vents faibles.
Pour la période 1971-2000, la température annuelle moyenne est de 10,8 °C, avec une amplitude thermique annuelle de 12,9 °C. Le cumul annuel moyen de précipitations est de 1 533 mm, avec 11 jours de précipitations en janvier et 9,7 jours en juillet. Pour la période 1991-2020, la température moyenne annuelle observée sur la station météorologique la plus proche, située sur la commune de Licq-Athérey à 30 km à vol d'oiseau, est de 13,1 °C et le cumul annuel moyen de précipitations est de 1 528,1 mm,. Pour l'avenir, les paramètres climatiques de la commune estimés pour 2050 selon différents scénarios d’émission de gaz à effet de serre sont consultables sur un site dédié publié par Météo-France en novembre 2022.

### Milieux naturels et biodiversité

#### Espaces protégés
La protection réglementaire est le mode d’intervention le plus fort pour préserver des espaces naturels remarquables et leur biodiversité associée,.
Dans ce cadre, la commune fait partie de la zone cœur et de l'aire d'adhésion du Parc National des Pyrénées. Créé en 1967 et d'une superficie de 45 806 ha, ce parc abrite une faune riche et spécifique particulièrement intéressante : importantes populations d’isards, colonies de marmottes réimplantées avec succès, grands rapaces tels le Gypaète barbu, le Vautour fauve, le Percnoptère d’Égypte ou l’Aigle royal, le Grand tétras et le discret Desman des Pyrénées qui constitue l’exemple type de ce précieux patrimoine confié au Parc national et aussi l'Ours des Pyrénées,.

#### Réseau Natura 2000
Le réseau Natura 2000 est un réseau écologique européen de sites naturels d'intérêt écologique élaboré à partir des Directives « Habitats » et « Oiseaux », constitué de zones spéciales de conservation (ZSC) et de zones de protection spéciale (ZPS).
Deux sites Natura 2000 ont été définis sur la commune au titre de la « directive Habitats », : 
- le « massif de l'Anie et d'Espelunguère », d'une superficie de 14 253 ha, un massif montagneux siliceux avec des secteurs calcaires, avec de nombreux habitats herbacés à boisés, siliceux à calcaires, secs à humides[23] ;
- « le gave d'Aspe et le Lourdios (cours d'eau) », d'une superficie de 1 595 ha, un vaste réseau de torrents d'altitude et de cours d'eau de coteaux à très bonne qualité des eaux[24] ;

et une au titre de la « directive Oiseaux », : 
- les « hautes vallées d'Aspe et d'Ossau », d'une superficie de 49 106 ha, une vaste étendue de système montagnard et alpin étalée sur plusieurs vallées incluant la Zone centrale du Parc national des Pyrénées, dont l'intérêt est la présence d'habitats et d'espèces de haute altitude, souvent spécifiques aux Pyrénées[25].

#### Zones naturelles d'intérêt écologique, faunistique et floristique
L’inventaire des zones naturelles d'intérêt écologique, faunistique et floristique (ZNIEFF) a pour objectif de réaliser une couverture des zones les plus intéressantes sur le plan écologique, essentiellement dans la perspective d’améliorer la connaissance du patrimoine naturel national et de fournir aux différents décideurs un outil d’aide à la prise en compte de l’environnement dans l’aménagement du territoire.
Trois ZNIEFF de type 1 sont recensées sur la commune, : 
- le « cirque de Lescun » (5 691,44 ha), couvrant 4 communes du département[27] ;
- le « réseau hydrographique du gave d'Aspe et ses rives » (1 207,81 ha), couvrant 23 communes du département[28],
- la « Rive gauche de la Haute vallée d'Aspe » (9 444,85 ha), couvrant 5 communes du département[29] ;

et deux ZNIEFF de type 2,, : 
- le « réseau hydrographique du gave d'Oloron et de ses affluents » (6 885,32 ha), couvrant 114 communes dont 2 dans les Landes et 112 dans les Pyrénées-Atlantiques[30] ;
- la « vallée d'Aspe » (54 924,87 ha), couvrant 22 communes du département[31].

#### Espace animalier

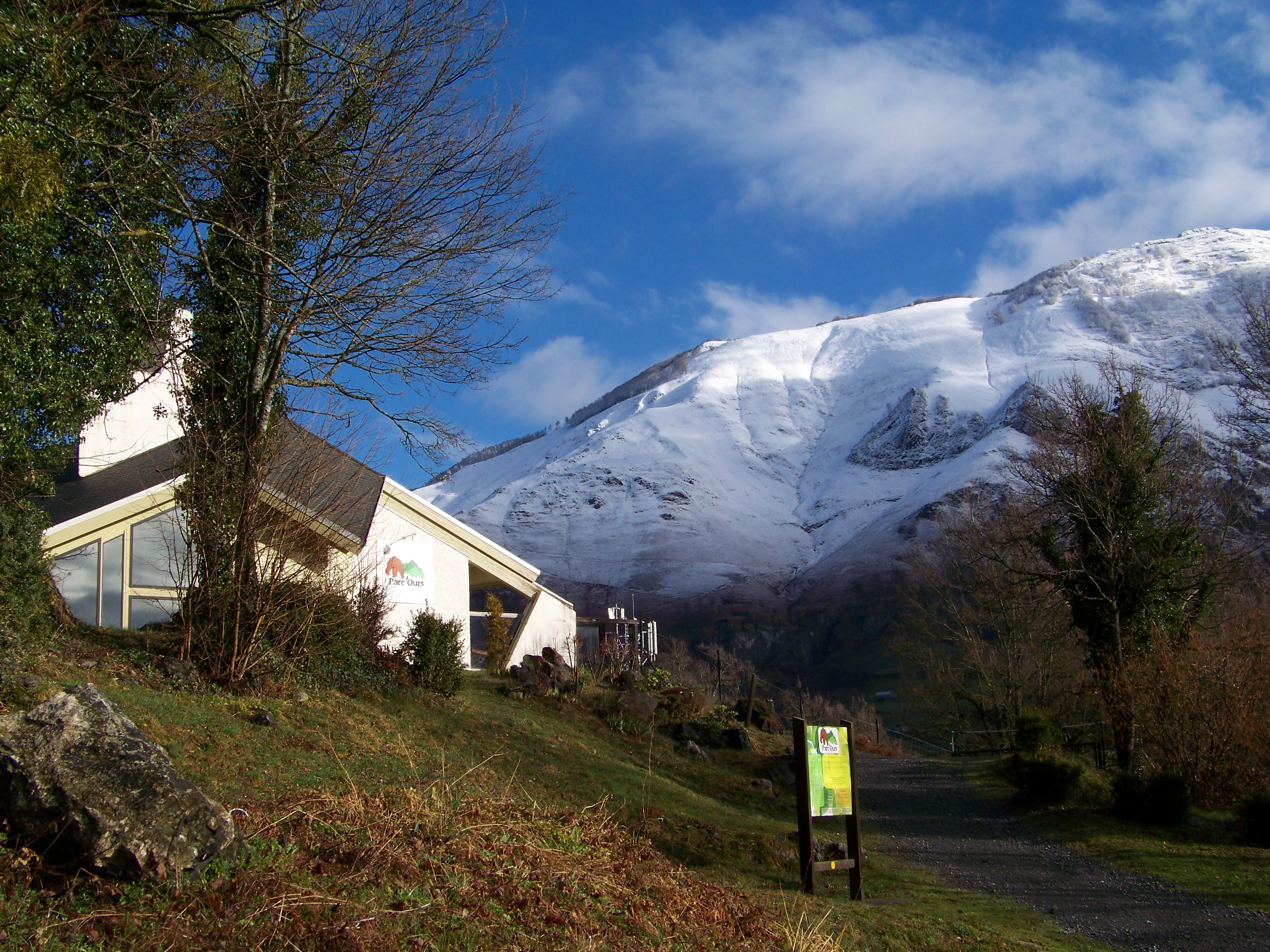
Espace animalier de Borce.

L'espace animalier de Borce a vu le jour en 2004 à l'initiative de la commune. Mais c'est en 1971 que tout a commencé à la suite de la découverte de l'ourson Jojo par des enfants de la PEP de Borce. Est alors né le clos aux Ours au sein même du village. À la suite de la liquidation judiciaire de la dernière société gestionnaire du parc, les anciens salariés, entourés de nombreux bénévoles notamment borçois, se sont rassemblés pour créer l'association Parc'Ours. La reprise en gestion du parc animalier de Borce, par l’association, a permis, entre autres, le sauvetage et la création d’emplois, de contribuer à la préservation d’espèces sauvages et au maintien plus global de l’activité touristique et économique aspoise.

## Urbanisme

### Typologie
Au 1er janvier 2024, Borce est catégorisée commune rurale à habitat très dispersé, selon la nouvelle grille communale de densité à sept niveaux définie par l'Insee en 2022.
Elle est située hors unité urbaine et hors attraction des villes,.

### Occupation des sols

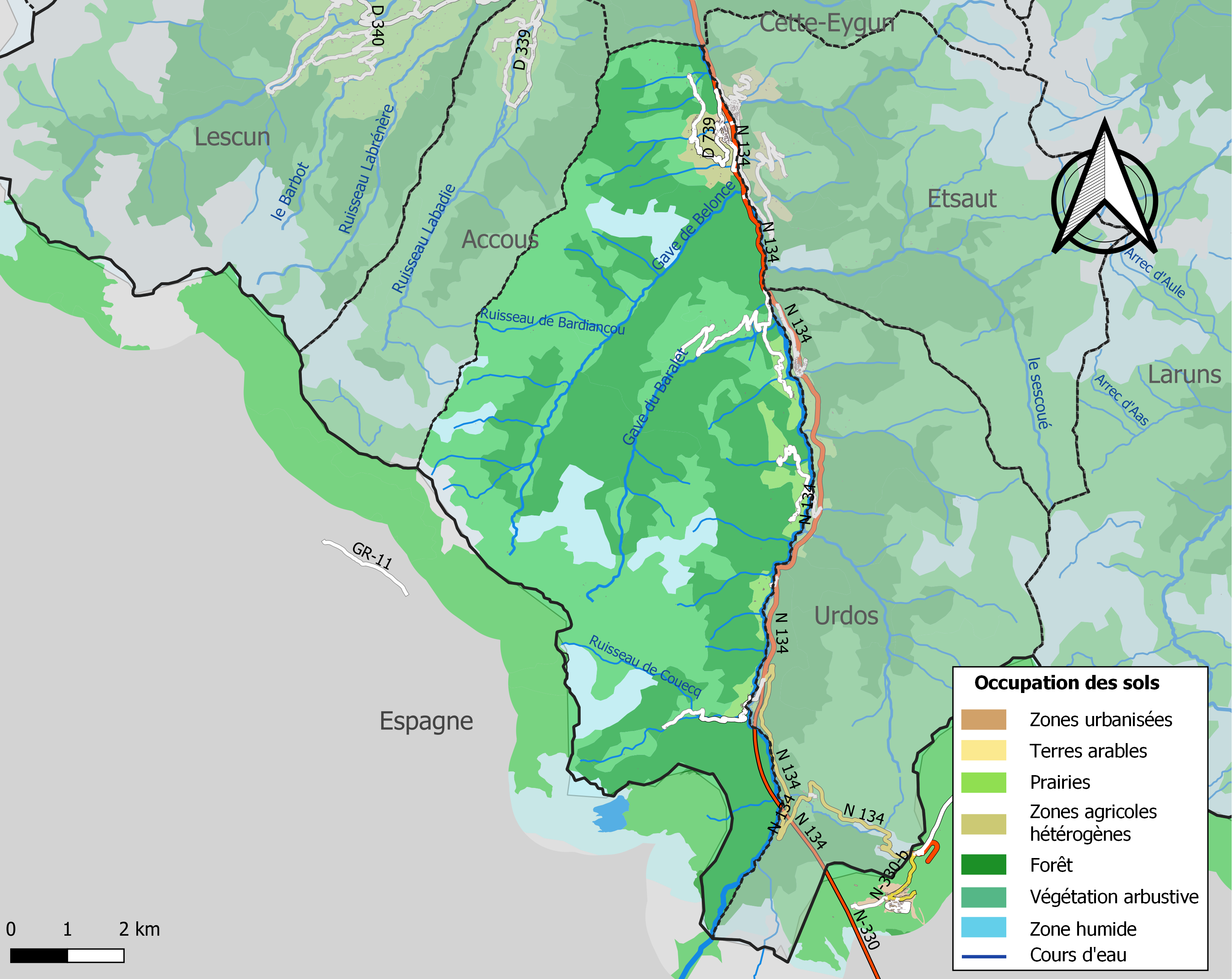
Carte des infrastructures et de l'occupation des sols de la commune en 2018 (CLC).

L'occupation des sols de la commune, telle qu'elle ressort de la base de données européenne d’occupation biophysique des sols Corine Land Cover (CLC), est marquée par l'importance des forêts et milieux semi-naturels (95,2 % en 2018), une proportion sensiblement équivalente à celle de 1990 (95,7 %). La répartition détaillée en 2018 est la suivante : 
forêts (48,5 %), milieux à végétation arbustive et/ou herbacée (37,2 %), espaces ouverts, sans ou avec peu de végétation (9,6 %), prairies (3 %), zones agricoles hétérogènes (1,4 %), zones urbanisées (0,3 %). L'évolution de l’occupation des sols de la commune et de ses infrastructures peut être observée sur les différentes représentations cartographiques du territoire : la carte de Cassini (XVIIIe siècle), la carte d'état-major (1820-1866) et les cartes ou photos aériennes de l'IGN pour la période actuelle (1950 à aujourd'hui).

### Lieux-dits et hameaux
- Aubise
- Anglus
- Ayriré
- Bérat du bas
- Bérat du haut
- Biella (le)
- Forges d'Abel (les)
- Sayerse

### Voies de communication et transports

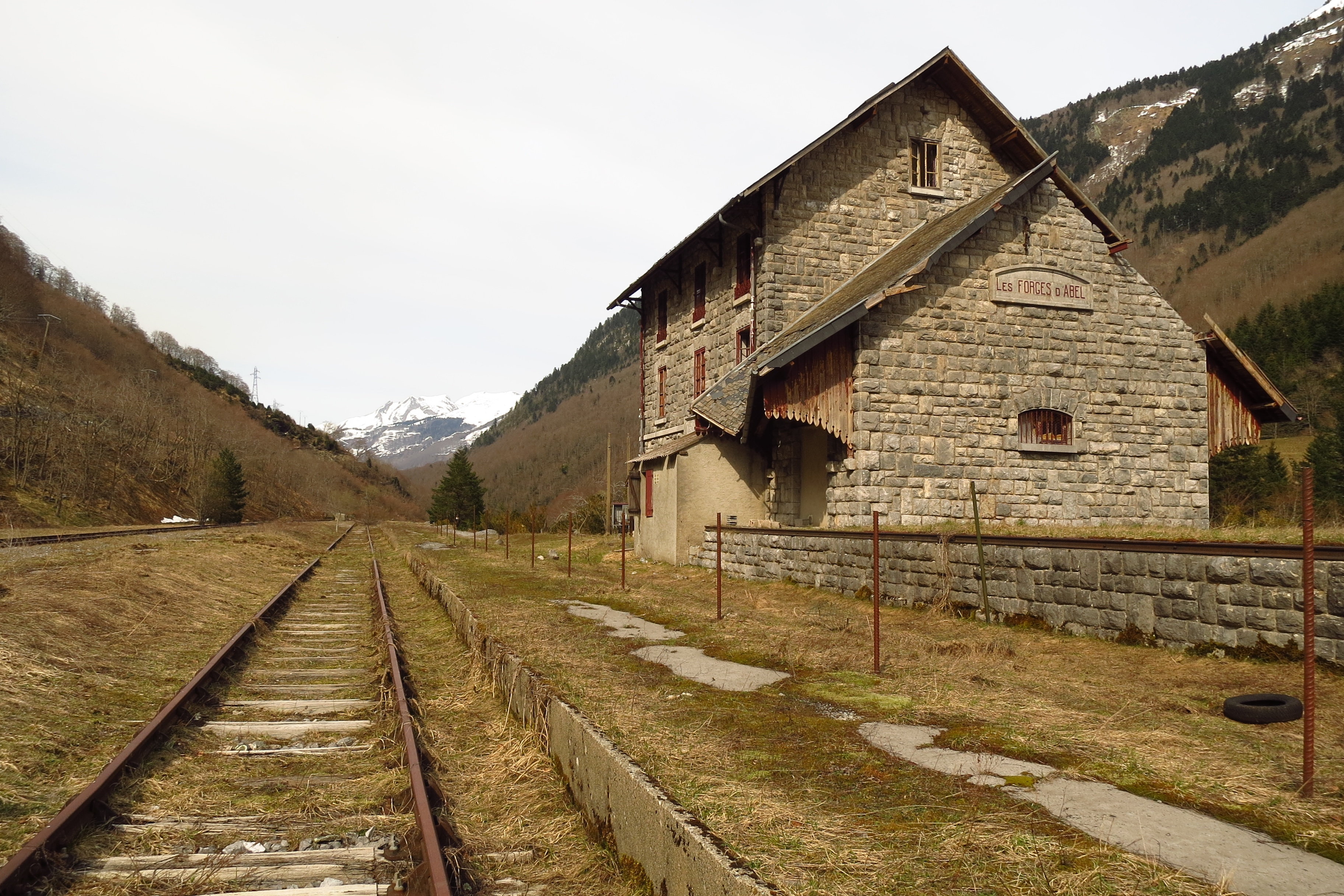
Ancienne gare des Forges d'Abel.

Le village est accessible en voiture par la RN134. Un car affrété par la région Nouvelle-Aquitaine dessert le village voisin d'Etsaut. Pour les marcheurs, Borce se situe au croisement du GR10 et du chemin vers Saint Jacques de Compostelle (Voie d'Arles). L'ancienne voie ferrée de ligne de Pau à Canfranc (frontière) traverse la commune et emprunte le viaduc de Borce pour franchir le gave d'Aspe.

### Risques majeurs
Le territoire de la commune de Borce est vulnérable à différents aléas naturels : météorologiques (tempête, orage, neige, grand froid, canicule ou sécheresse), inondations, feux de forêts, mouvements de terrains, avalanche  et séisme (sismicité moyenne). Il est également exposé à un risque particulier : le risque de radon. Un site publié par le BRGM permet d'évaluer simplement et rapidement les risques d'un bien localisé soit par son adresse soit par le numéro de sa parcelle.

#### Risques naturels
Certaines parties du territoire communal sont susceptibles d’être affectées par le risque d’inondation par une crue torrentielle ou à montée rapide de cours d'eau, notamment le gave d'Aspe. La commune a été reconnue en état de catastrophe naturelle au titre des dommages causés par les inondations et coulées de boue survenues en 1982, 2009 et 2021,.
Borce est exposée au risque de feu de forêt. En 2020, le premier plan de protection des forêts contre les incendies (PDPFCI) a été adopté pour la période 2020-2030. La réglementation des usages du feu à l’air libre et les obligations légales de débroussaillement dans le département des Pyrénées-Atlantiques font l'objet d'une consultation de public ouverte du 16 septembre au 7 octobre 2022,.
Les mouvements de terrains susceptibles de se produire sur la commune sont des mouvements de sols liés à la présence d'argile et des affaissements et effondrements liés aux cavités souterraines (hors mines). Afin de mieux appréhender le risque d’affaissement de terrain, un inventaire national permet de localiser les éventuelles cavités souterraines sur la commune.

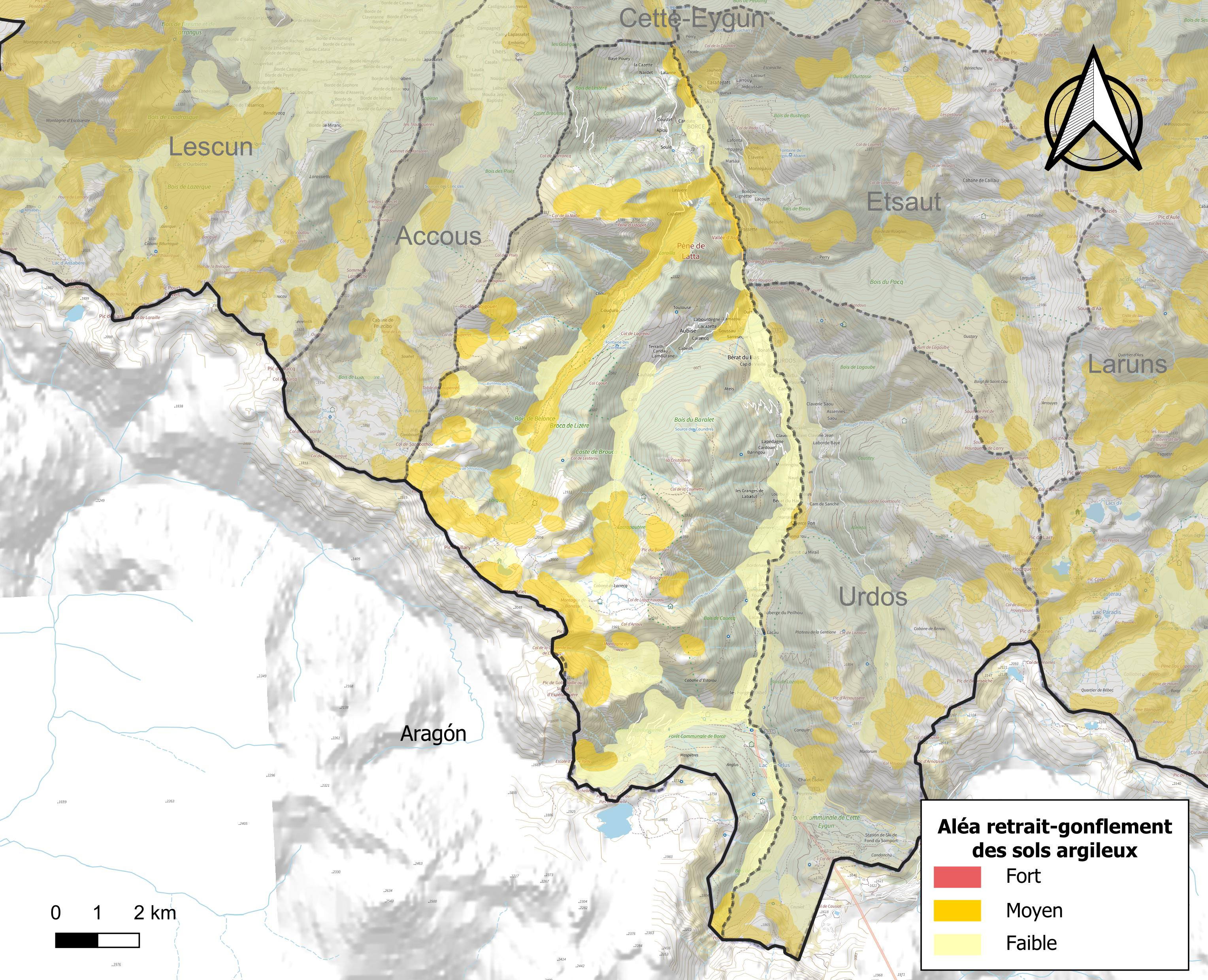
Carte des zones d'aléa retrait-gonflement des sols argileux de Borce.

Le retrait-gonflement des sols argileux est susceptible d'engendrer des dommages importants aux bâtiments en cas d’alternance de périodes de sécheresse et de pluie. 19,3 % de la superficie communale est en aléa moyen ou fort (59 % au niveau départemental et 48,5 % au niveau national). Depuis le 1er octobre 2020, en application de la loi ELAN, différentes contraintes s'imposent aux vendeurs, maîtres d'ouvrages ou constructeurs de biens situés dans une zone classée en aléa moyen ou fort,.
La commune est exposée aux risques d'avalanche. Les habitants exposés à ce risque doivent se renseigner, en mairie, de l’existence d’un plan de prévention des risques avalanches (PPRA). Le cas échéant, identifier les mesures applicables à l'habitation, identifier, au sein de l'habitation, la pièce avec la façade la moins exposée à l’aléa pouvant faire office, au besoin, de zone de confinement et équiper cette pièce avec un kit de situation d’urgence,.

#### Risque particulier
Dans plusieurs parties du territoire national, le radon, accumulé dans certains logements ou autres locaux, peut constituer une source significative d’exposition de la population aux rayonnements ionisants. Selon la classification de 2018, la commune de Borce est classée en zone 3, à savoir zone à potentiel radon significatif.

## Toponymie
Le toponyme Borce apparaît sous les formes Borsa (XIIe siècle, cartulaire de Sauvelade), Borza (1186, titres de Barcelone), Borse (1250, for d'Aspe),
Sanctus Michael de Borse (1674, insinuations du diocèse d'Oloron). Son nom béarnais est Bòrça ou Borce. Anglus, désignant un bois et un mont de la commune, est mentionné en 1863 dans le dictionnaire topographique Béarn-Pays basque.

## Histoire

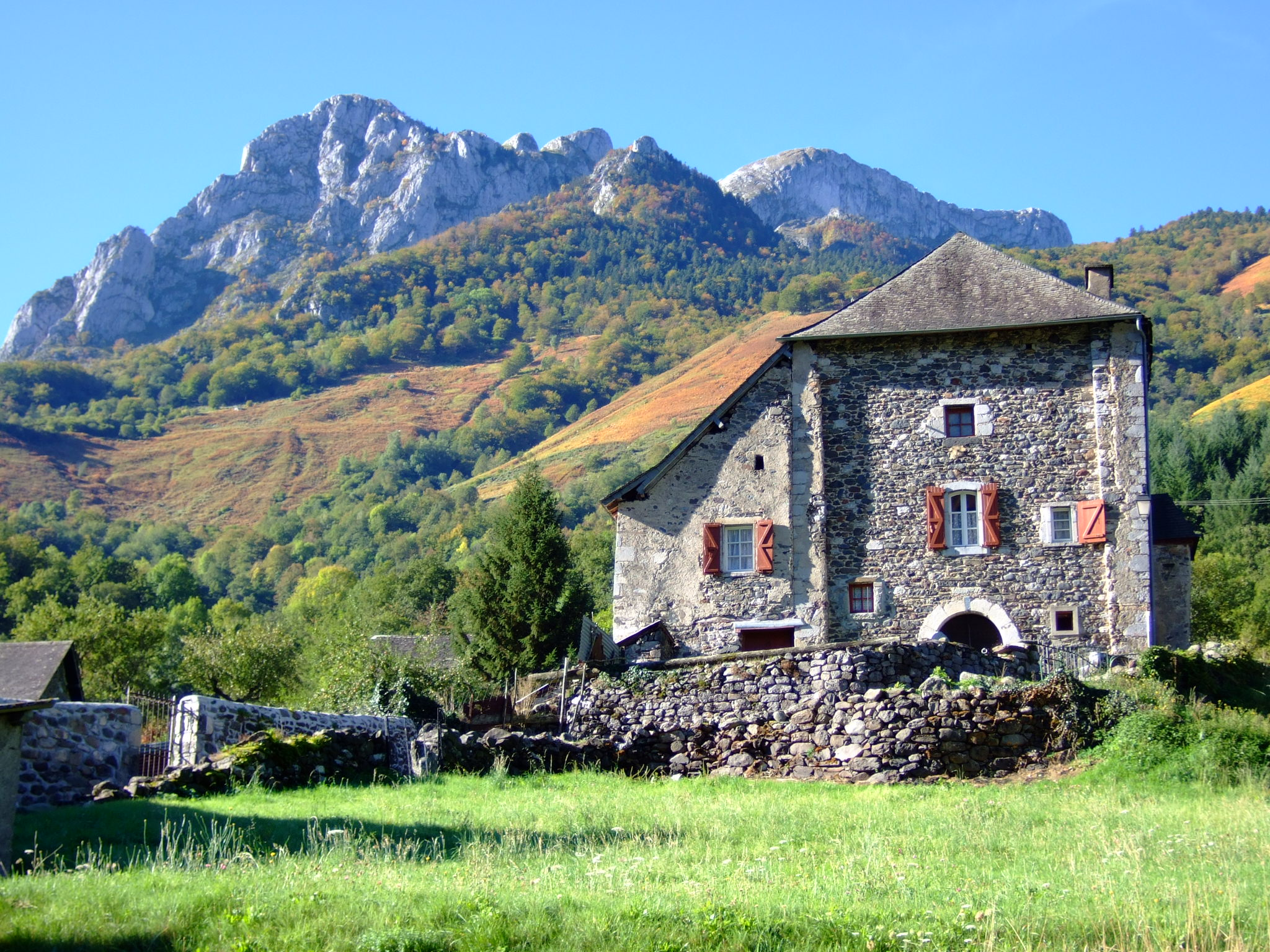
Ancienne tour du guet

En 1385, Borce comptait 66 feux et dépendait du bailliage d'Aspe. C'était le chef-lieu du vic d'en haut de la vallée d'Aspe.

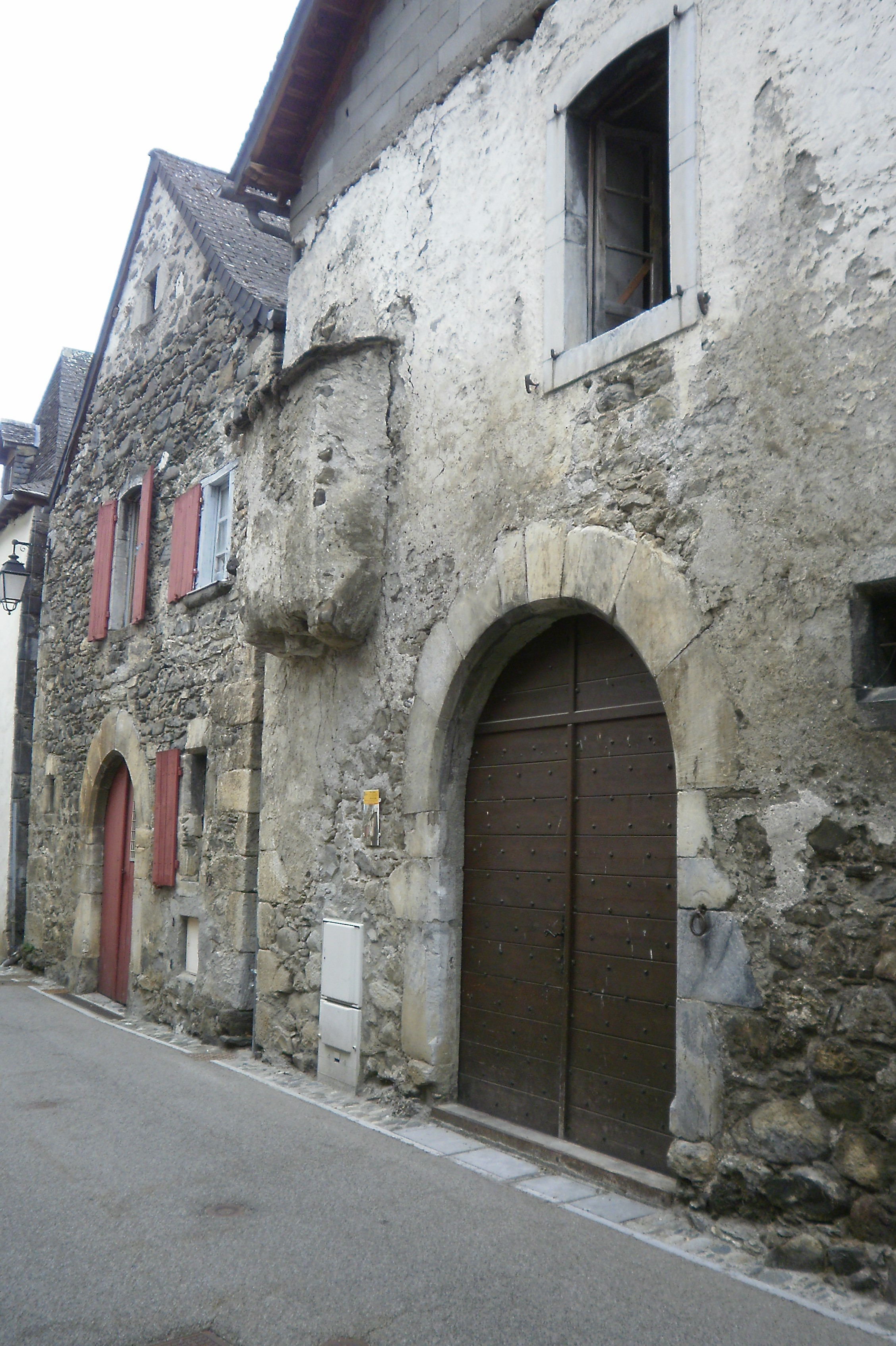
Four à pain datant de l'époque médiévale.

## Politique et administration
| Période | Période  | Identité            | Étiquette    | Qualité                                |
| ------- | -------- | ------------------- | ------------ | -------------------------------------- |
| 1965    | 2008     | René Rose           | SFIO puis PS |                                        |
| 2008    | 2014     | René Rose           | PS           | Président de la communauté de communes |
| 2014    | En cours | Jean-Claude Coustet |              |                                        |

### Intercommunalité
La commune fait partie de cinq structures intercommunales :
- la communauté de communes du Haut Béarn ;
- le syndicat d’énergie des Pyrénées-Atlantiques ;
- le syndicat intercommunal d'aide matérielle à la scolarisation en Vallée d'Aspe ;
- le syndicat mixte des gaves d’Oloron - Aspe - Ossau et de leurs affluents ;
- le syndicat mixte du Haut-Béarn.

## Population et société

### Démographie
L'évolution du nombre d'habitants est connue à travers les recensements de la population effectués dans la commune depuis 1793. Pour les communes de moins de 10 000 habitants, une enquête de recensement portant sur toute la population est réalisée tous les cinq ans, les populations de référence des années intermédiaires étant quant à elles estimées par interpolation ou extrapolation. Pour la commune, le premier recensement exhaustif entrant dans le cadre du nouveau dispositif a été réalisé en 2006.

En 2022, la commune comptait 114 habitants, en évolution de −14,93 % par rapport à 2016 (Pyrénées-Atlantiques : +3,78 %, France hors Mayotte : +2,11 %).
| 1793 | 1800 | 1806 | 1821 | 1831 | 1836 | 1841 | 1846 | 1851 |
| ---- | ---- | ---- | ---- | ---- | ---- | ---- | ---- | ---- |
| 749  | 788  | 811  | 825  | 785  | 729  | 746  | 860  | 727  |

| 1856 | 1861 | 1866 | 1872 | 1876 | 1881 | 1886 | 1891 | 1896 |
| ---- | ---- | ---- | ---- | ---- | ---- | ---- | ---- | ---- |
| 723  | 722  | 608  | 568  | 539  | 523  | 513  | 511  | 477  |

| 1901 | 1906 | 1911 | 1921 | 1926 | 1931 | 1936 | 1946 | 1954 |
| ---- | ---- | ---- | ---- | ---- | ---- | ---- | ---- | ---- |
| 483  | 509  | 585  | 481  | 515  | 389  | 359  | 315  | 267  |

| 1962 | 1968 | 1975 | 1982 | 1990 | 1999 | 2006 | 2011 | 2016 |
| ---- | ---- | ---- | ---- | ---- | ---- | ---- | ---- | ---- |
| 249  | 245  | 205  | 132  | 195  | 163  | 172  | 150  | 134  |

| 2021 | 2022 | - | - | - | - | - | - | - |
| ---- | ---- | - | - | - | - | - | - | - |
| 121  | 114  | - | - | - | - | - | - | - |

## Économie
L'économie de la commune est principalement portée par le tourisme, l'élevage et la présence d'usines hydroélectriques.
L'élevage donne lieu à une production fromagère artisanale. La commune fait partie de la zone d'appellation de l'ossau-iraty.

## Lieux et monuments

### Un bourg médiéval
La commune présente un ensemble de maisons,,,, des XIVe, XVe, XVIe, XVIIe et XIXe siècles (étables et fours à pain), ainsi que des maisons fortes des XIIIe et XIVe siècles. À l'entrée du village, la maison Sayerse est une ancienne tour de guet. Au cœur du village, la maison Tarras présente une petite tour. Dans la rue principale, la maison de Bernard de Salefranque, notaire royal sous Jeanne d’Albret, se distingue par sa hauteur, son écusson à l'envers, ses fenêtres à meneaux ainsi que ses sculptures sur les chambranles de la fenêtre nord. Enfin, les fours à pain, le lavoir, les quatre fontaines et les fenêtres en ogives témoignent de l'histoire médiévale du village. Anecdote historique, un cas d'emmurement d'animal est signalé à Borce : « M. W. Webster cite le fait, dont il a eu personnellement connaissance, de l'emmurement d'un coq avec toutes ses plumes au milieu d'un mur au centre d'une maison du XIVe siècle, qu'il vit démolir sous ses yeux à Borce, dans la vallée d'Asp »,.

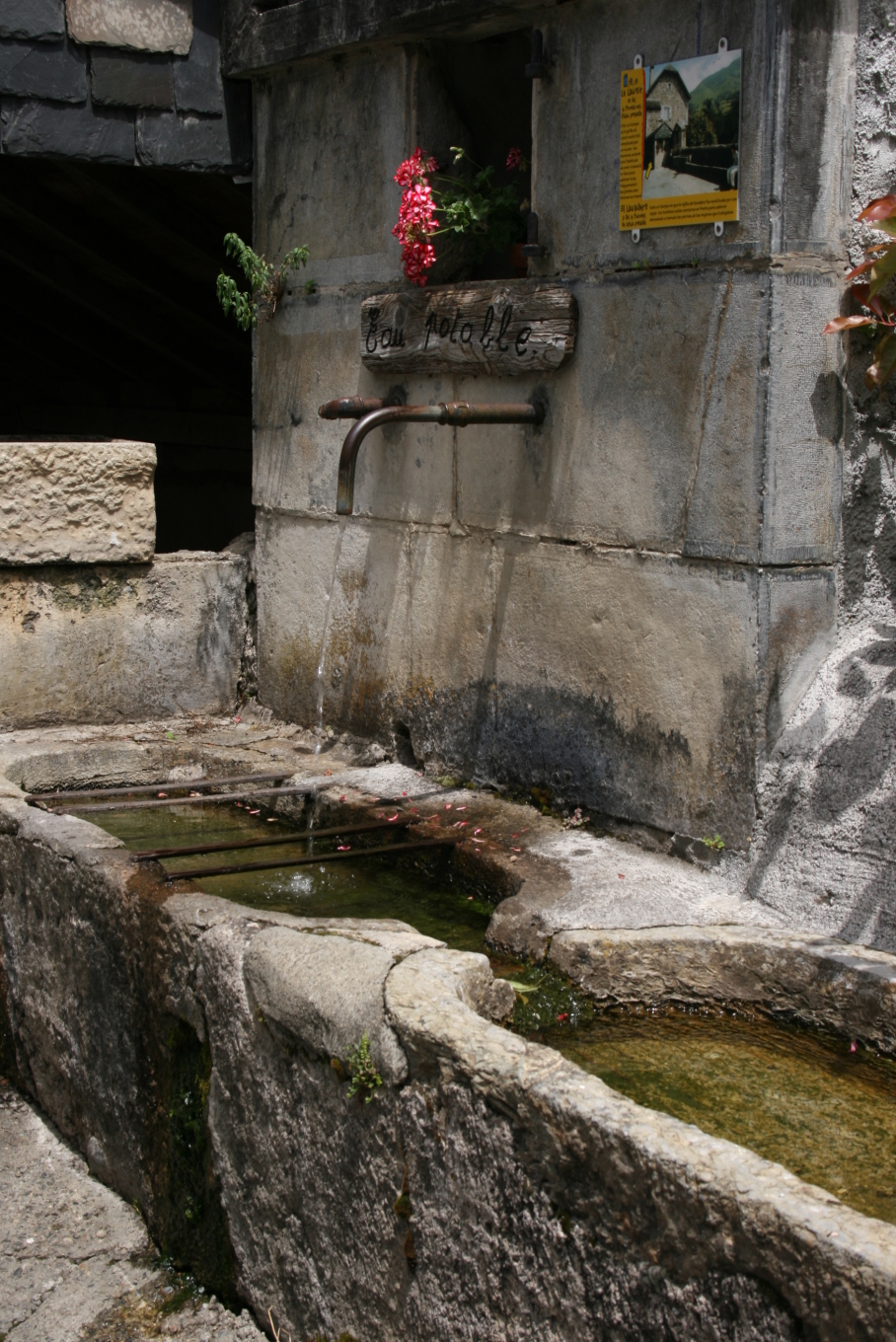
Fontaine près du lavoir

À l'extérieur du village vers le sud, un pont médiéval enjambe le ruisseau du Belonce. Il est localisé à proximité de la confluence du Belonce avec le gave d’Aspe. Ce pont est situé sur l’ancien chemin communal de Borce à Urdos selon le cadastre napoléonien. L’ouvrage porte les caractéristiques des constructions romanes des XIe et XIIe siècles. Il est donc construit durant le bas Moyen Âge à l’époque de la fondation des bourgs médiévaux de Borce et d’Etsaut. Il forme alors partie intégrante du chemin de Saint Jacques de Compostelle et des réseaux transfrontaliers d’échanges. La voute de son unique arche conserve des maçonneries d’origine : moellons de calcaire apparemment extraits de carrières proches soudées par du mortier de chaux et de sable mêlé à du gravier. Dans la première moitié du XIXe le pont est progressivement abandonné au profit de la voie communale du pont de Cebers. Il est fermé à la circulation en 1965. Malgré cet abandon progressif, l’étude architecturale du pont réalisée en 1998 révèle plusieurs restaurations à l’époque moderne entre la seconde moitié du XIXe siècle et la première moitié du XXe siècle. En 1997, la mairie de Borce engage une campagne de dévégétalisation. Depuis, le pont s’est fortement dégradé. En 2017, ses soubassements sont affouillés, ses assises ont disparu et le pont tient sur des roches sujettes aux embâcles. La chaussée du pont est en partie tombée. Le CAUE préconise la restauration du pont afin de le mettre en valeur auprès du public.

### Une étape du pèlerinage de Saint-Jacques-de-Compostelle

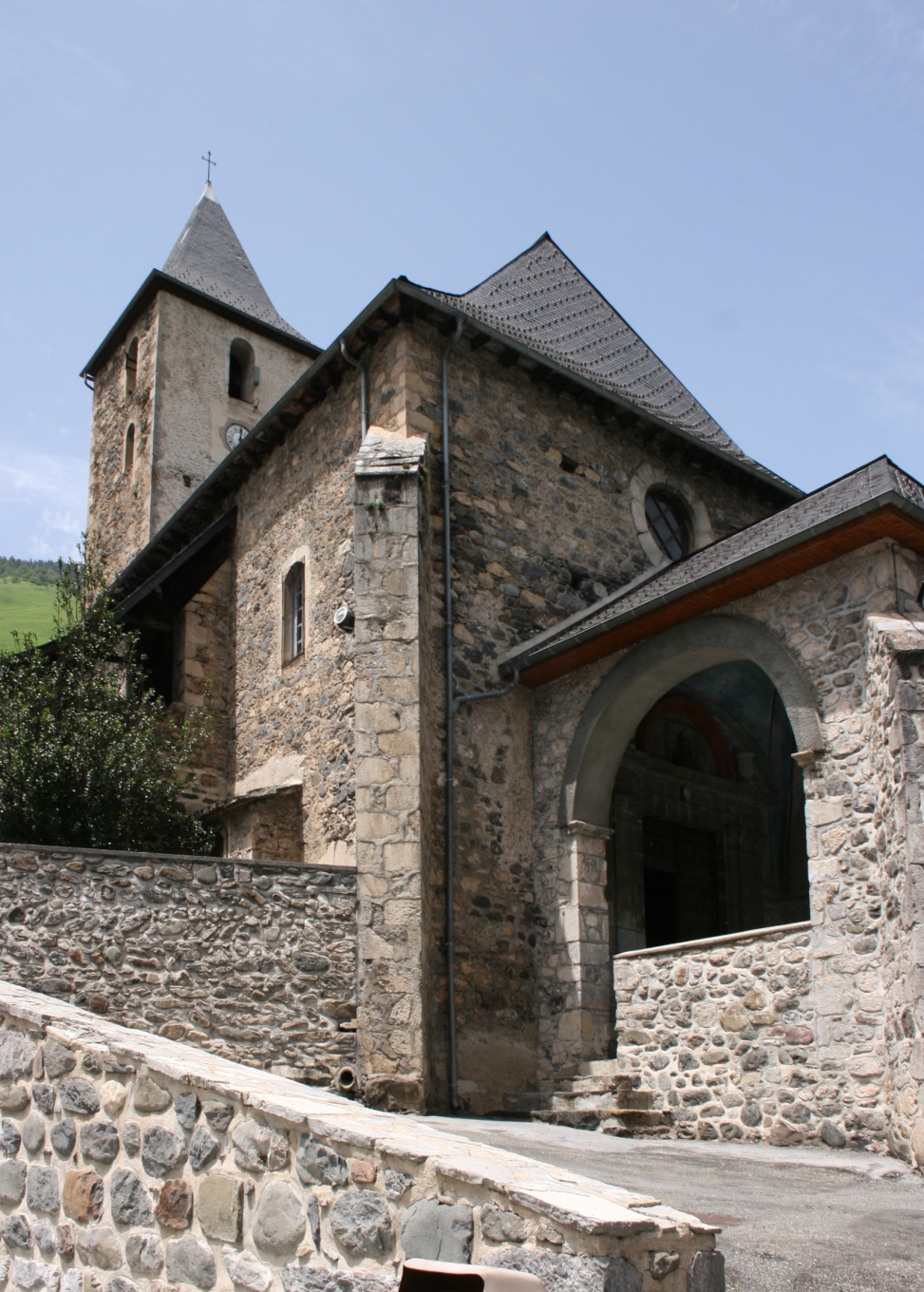
Église Saint-Michel de Borce.

Le village est une des dernières étapes de la via Tolosane, avant de passer le Col du Somport pour atteindre le camino aragonés, section suivante du pèlerinage de Saint-Jacques-de-Compostelle qui suit le cours de la rivière Aragon pour rejoindre Puente la Reina, faisant ainsi le trait d'union avec le camino francés.
Un hôpital dédié à saint Antoine-Abbé est construit aux XVIIe et XVIIIe siècles pour accueillir les pèlerins. Il est rénové au XXe siècle et est aujourd'hui un site de l'écomusée de la Vallée d'Aspe. L'hôpital est constitué par une chapelle, un gîte pour les pèlerins et d'un jardin.
L’église Saint-Michel, rénovée au XVIIe siècle présente un bénitier remarquable en calcaire noir orné d’une coquille Saint-Jacques, d’un bourdon et d’un masque barbu.

### Du pastoralisme au jumelage
Depuis 1862, en vertu de l'article 10 du traité de Bayonne de 1862 les pasteurs espagnols de la vallée d'Anso peuvent librement faire paître leurs troupeaux dans deux secteurs de territoire français contigus à la frontière, sur le territoire de la commune de Borce, de jour comme de nuit. En complément de cette disposition, le passage est libre par un chemin spécifique situé hors de ces secteurs territoriaux afin de permettre l'accès des troupeaux au premier de ces secteurs. Cette disposition est toutefois inapplicable une année sur six (les années divisibles par 3 et impaires), des règles symétriques autorisant ces années-là le pacage des troupeaux de Borce sur des territoires espagnols.
De nos jours, le jumelage de Borce avec le village d' Ansó (Espagne) réaffirme la solidarité transfrontalière entre les deux villages. Chaque année, les représentants des deux villages se retrouvent autour d'une borne à la frontière afin d'inscrire cette amitié dans le présent.

### Lefort du Portalet

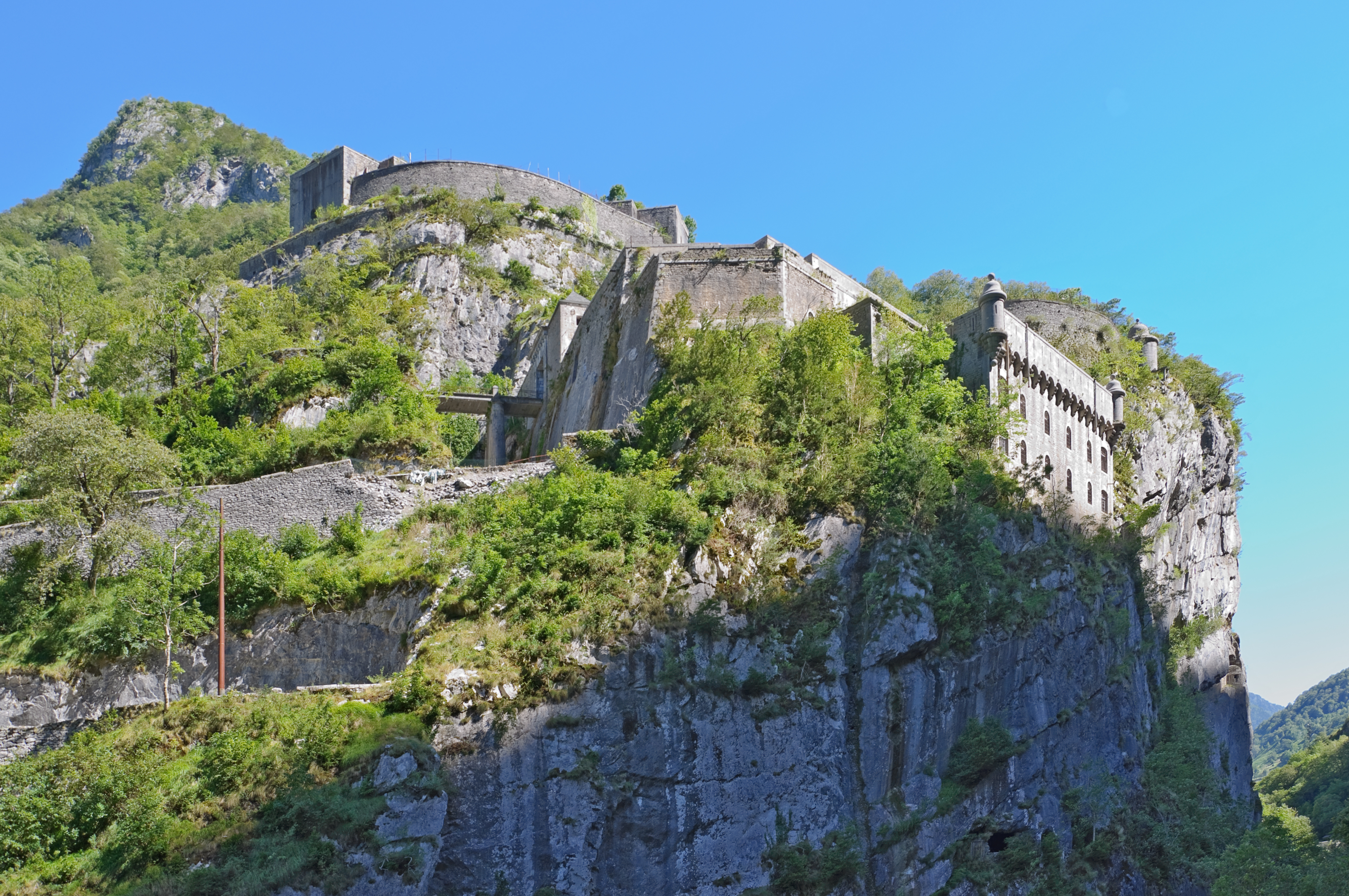
Fort du Portalet.

Le fort est construit entre 1842 et 1870 à la demande du roi Louis-Philippe afin de sécuriser la route du Somport en cas de guerre. Situé à 765 mètres d'altitude sur une falaise dominant le gave, il est situé sur les communes de Borce et d'Etsaut. Conçu pour abriter 400 hommes capables de résister à un siège d'une semaine au moins, le fort est occupé de 1871 à 1925 par le 18e régiment d'infanterie de Pau. Il devient ensuite une colonie de vacances jusqu'en 1939. Pendant la seconde guerre mondiale, il sert tour à tour de prison politique au régime de Vichy, de fort de garnison pour l'armée nazie puis de prison de détention à libération. Après un retour du 18e régiment, le fort est démilitarisé en 1962. Il est acheté par un particulier puis par la communauté de communes de la Vallée d'Aspe en 1999. Depuis 2005, le fort est classé monument historique. Des travaux de restauration sont en cours : chemin d'accès, dé-végétalisation, toitures et terrasses.

### Patrimoine archéologique
Les 42 monuments protohistoriques situés sur la commune de Borce et inventoriés par Jacques Blot font partie d’un plus vaste ensemble concernant l’ensemble de la vallée d’Aspe et des vallées voisines. Qualifiés de tertre, de tumulus, de cromlech ou de dolmen, il s’agit majoritairement de tombes à incinération ou inhumation édifiées par les populations de pasteurs transhumants au néolithique lors du passage par les estives. Dans cet ensemble, le mégalithe d’Urdasque tient une place polémique particulière. À une altitude de 637 m, il est situé au sud de l’embouchure du ruisseau du Belonce avec le gave d’Aspe, au fond d’une prairie, au pied d’un cône d’éboulis. Il s’agit d’une vaste excavation aménagée dans un amoncellement de dalles et de blocs rocheux. Il est mentionné pour la première fois sous le nom de « dolmen d’Urdasque » en 1862 par F. Couarraze de Laa qui cherche alors des « traces du culte druidique ». Dix ans plus tard, Dieudonné d’Arrentières signale de nouveau ce « monument celtique ». Contrairement à son prédécesseur, il considère ce mégalithe comme étant un « sanctuaire avec son allée couverte, un galgal » étant donné son orientation d’Ouest en Est. Il affirme que les matériaux employés ont été apportés de mains d’homme en évoquant un mur de calschiste et un plafond de marbre blanc pour la grande chambre. Ces informations sont contredites par les observations contemporaines. En 1979, Jacques Blot considère que ce mégalithe n’est ni un dolmen ni une allée couverte mais plutôt un abri pastoral aménagé à une date inconnue. Il précise que la présence de dolmen dans un espace encaissé et sans horizon est rare. En outre, ces blocs rocheux sont peut-être le résultat du cône d’éboulis plutôt que d’un aménagement anthropique. Ce mégalithe est occupé durant tout le XXe siècle. Il est appelé craig par les Borçois. Dans les années 1970, le propriétaire du terrain signale son utilisation comme refuge par les ouvriers espagnols lors de la construction de la voie ferrée. La murette en pierres sèches au fond de la cavité est montée en 1928 par les ouvriers. Le mégalithe est encore aujourd’hui utilisé comme étable pour les ânes des actuels propriétaires du terrain.

### Œuvre d'art contemporain
Située sur l’aire de repos de la route nationale entre Etsaut et Borce, point de départ du chemin de la Mâture, la sculpture de Erik Dietman achevée par Saturo Sato s’intitule « Hommage aux hommes forts de la vallée … et à leurs femmes ». Cette sculpture s’intègre à un vaste projet porté par l’association oloronaise El Camino : la création d’un chemin d’art contemporain sur le tracé du pèlerinage de Saint-Jacques-de-Compostelle entre Oloron-Sainte-Marie et la frontière espagnole. Erik Dietman et son équipe commencent sa construction à la fin des années 1990. L’artiste souhaite alors rendre hommage aux hommes qui transportaient des troncs d’arbre sur le périlleux chemin de la mâture. La sculpture se compose de pierres provenant des vallées d’Aspe, d’Ossau et du Barétous légèrement sculptées pour faire apparaître des silhouettes. Ces pierres devaient initialement être couronnées de troncs d’arbre, référence ultime au transport des mâts. Cependant, la mort d’Erik Dietman en 2002 laisse ce projet inachevé. 10 ans plus tard, à la demande de l’association El Camino, Satoru Sato, artiste japonais ami d’Erik Dietman, propose de compléter l'œuvre. Il choisit de mettre en valeur les sculptures en créant un écrin géométrique.

## Culture et vie locale

### Services
- Équipements publics : une maison pour tous, un tennis, un fronton mur à gauche couvert, une aire de jeux, une aire de pique-nique, des toilettes publiques, un téléphone public, deux défibrillateurs.
- Commerce : un bar-épicerie et dépôt de pain
- Hébergements touristiques : un gîte d’étape de 18 lits, un gîte pour pèlerins de 6 lits, des chambres d'hôtes et des gîtes.
- Parc animalier : Parc'Ours

### Fêtes de Borce
- La fête patronale de Borce est la Saint Michel. Elle est organisée le premier dimanche d'octobre : messe puis repas collectif.
- La fête estivale Minja Candela (Mange chandelle) se déroule depuis 2014 le dernier samedi de juillet : concerts, animations artistiques, théâtre de rue...

## Personnalités liées à la commune
- Marcel Amont

## Pour approfondir